# 정여진 (레이싱 모델)
정여진(1988년 3월 23일 ~ )은 대한민국의 레이싱 모델이다.

## 경력
- 2009년 스쿠터레이스 대림모터스 레이싱모델
- 2009년 서울오토살롱 금호타이어 포즈모델
- 2009년 서울모터쇼 기아 포즈모델
- 2009년 2009 모토스타 & 쉘어드댄스 챰피온쉽 레이싱모델
- 2009년 금호타이어 전속 레이싱모델
- 2009년 기아자동차 포르테 쿱 런칭쇼 모델
- 2010년 부산국제모터쇼 오토젠 레이싱모델
- 2010년 태백레이싱파크 레이싱모델

## 방송
- 2009년 tvN 화성인 바이러스